# Annéot
Annéot ist französische Gemeinde mit 115 Einwohnern (Stand: 1. Januar 2022) im  Département Yonne in der Region Bourgogne-Franche-Comté. Die Gemeinde gehört zum Arrondissement Avallon und zum Kanton Avallon. Die Einwohner werden Annéotiens und Annéotiennes genannt.

## Geographie
Annéot liegt etwa 38 Kilometer südöstlich von Auxerre und etwa vier Kilometer nordwestlich von Avallon. Der Ruisseau de Bouchin durchquert das Gemeindegebiet.
Umgeben wird Annéot von den Nachbargemeinden Annay-la-Côte im Norden und Nordosten, Étaule im Osten und Nordosten, Avallon im Südosten, Pontaubert im Süden, Vault-de-Lugny im Südwesten, Girolles im Westen und Nordwesten sowie Tharot im Nordwesten.

## Bevölkerungsentwicklung
| Jahr                       | 1962 | 1968 | 1975 | 1982 | 1990 | 1999 | 2006 | 2013 | 2020 |
| Einwohner                  | 44   | 52   | 54   | 58   | 75   | 102  | 139  | 139  | 120  |
| Quellen: Cassini und INSEE |      |      |      |      |      |      |      |      |      |

## Sehenswürdigkeiten
- Kirche Saint-Gengoult aus dem 12. und 16. Jahrhundert, seit 1911 als Monument historique klassifiziert
- Herrenhaus aus dem 16. Jahrhundert
- Schloss Annéot aus dem 18. Jahrhundert, seit 1983 in Teilen als Monument historique eingeschrieben

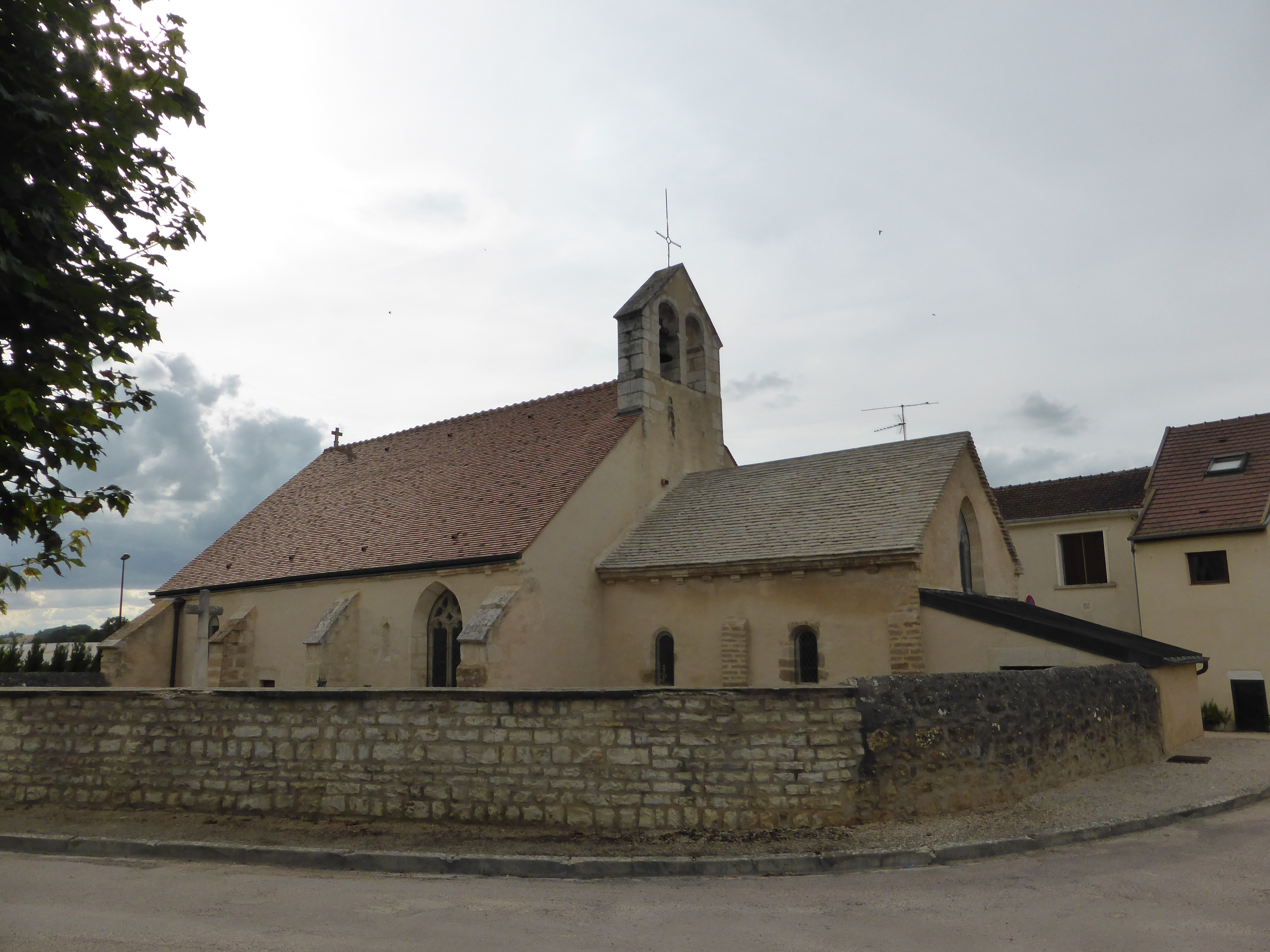
Kirche Saint-Gengoult
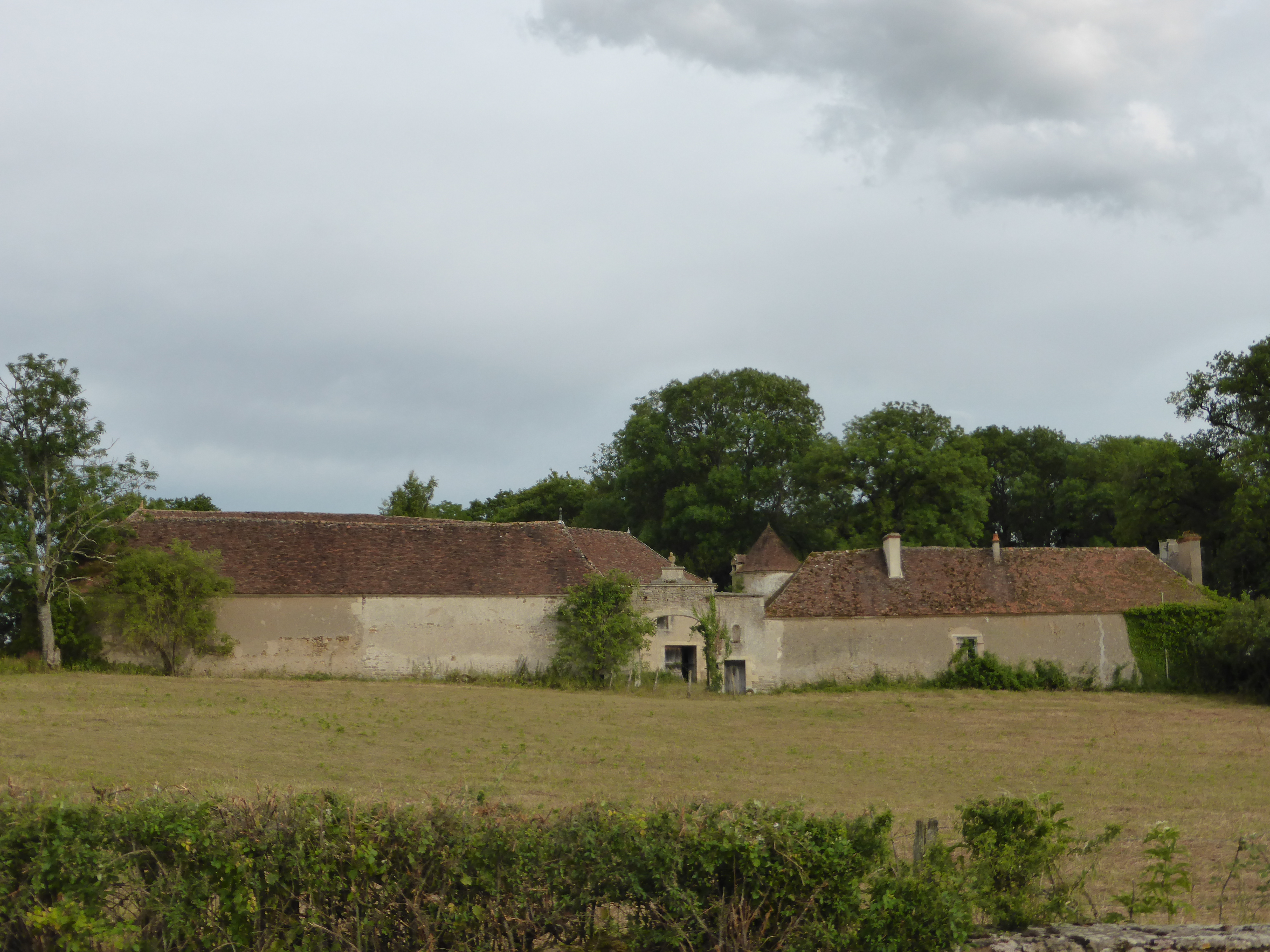
Schloss Annéot